# Обсада на Павия (569–572)
Вижте пояснителната страница за други значения на Битки при Павия.
Обсадата на Павия (на латински: Pavia) от нахлулите в Италия лангобарди на крал Албоин се състои в периода (569 - 572 г.) и се предхожда от друга стратегическа тяхна победа - през 569 г. те завоюват Милано. След превземането й, Павия става столица на Лангобардското кралство.
В битката за Павия 572 г. с Албоин участват със свои войски и някои прабългарски ханове.